# طريق الملك عبد العزيز
طريق الملك عبد العزيز ( ويسمى طريق المطار القديم ) من الطرق الرئيسية في مدينة الرياض حيث يوجد عليه الكثير من الوزارات مثل وزارة النقل والخدمات اللوجستية ووزارة التجارة ووزارة الصناعة والثروة المعدنية ووزارة التعليم ووزارة البيئة والمياه والزراعة ووزارة الصحة ووزارة الموارد البشرية والتنمية الاجتماعية.
يتقاطع طريق الملك عبد العزيز مع الكثير من الطرق المهمة بمدينة الرياض ومنها:
- طريق الملك سلمان بن عبدالعزيز (طريق المطار الجديد)
- شارع الخيالة (بدون إشارة مرورية)
- طريق أنس بن مالك
- طريق لأمير ناصر بن سعود بن فرحان آل سعود (بدون إشارة مرورية)
- طريق الأمام سعود بن فيصل
- طريق التخصصي
- شارع أبي معاذ الأنصاري
- طريق الأمام سعود بن محمد بن مقرن[3]
- شارع محمد المقدمي (بدون إشارة مرورية)
- الطريق الدائري الشمالي
- شارع ابن سينا
- طريق الإمام سعود بن عبد العزيز بن محمد
- شارع هشام بن عبد الملك ( شارع الاتصالات )
- طريق الملك عبد الله
- شارع مساعد العنقري
- طريق العروبة
- شارع الثلاثين السليمانية
- شارع الضباب
- ميدان أبو ظبي، وينتج عن تقاطع طريق الملك عبد العزيز بشارع الثلاثين العليا
- ميدان وكبري الخليج، وينتج عن تقاطع طريق الملك عبد العزيز مع طريق خريص وطريق المعذر]]